# ヤン・ヴァン・デル・ロースト
ヤン・フランス・ヨーゼフ・ヴァン・デル・ロースト（Jan Frans Joseph Van der Roost、1956年3月1日 - ）は、ベルギーの作曲家。
日本においてはジャン・ヴァン＝デル＝ロースト、ヤン・ファン＝デル＝ローストあるいはヤン・ヴァン＝デル＝ローストなどと書かれる。よくJ.ローストやJ.V.デル＝ロースト、また単にローストとする表記を見かけるが、Van der Roost が姓であるため、これらは明らかな間違いである。そのため、当該誤解・誤用を避けるため、ヤン・ヴァンデルローストと、「・（中黒）」や「＝（ダブルハイフン）」を用いずに姓をひとかたまりに記述するケースも多い。また、Vanをオランダ語読みしてファンとすることもまれにあるが、出身地であるフランデレン地域で用いられるフラマン語読みでは上記のようにヴァンが元の発音に近く、日本においてもこの表記が定着している。

## 人物・来歴
ヴァンデルローストは、ベルギーのアントウェルペン州デュフェル生まれ。少年時代、父親が指揮者を務めていた吹奏楽団でフリューゲルホルンの演奏を始め、14歳でトロンボーンに転向した。18歳でルーヴェンのレメンス音楽院に入学し、教育学、トロンボーン、音楽史の卒業証書を得る。続いて王立ヘント音楽学校でフーガを学び、アントウェルペン王立音楽院で合唱指揮をロジャー・レーンスに、作曲をウィレム・ケルステルスに師事。現在はレメンス音楽院で教鞭を執るほか、東京ミュージック&メディアアーツ尚美と名古屋芸術大学および洗足学園音楽大学の客員教授も務める。2013年4月にフィルハーモニック・ウインズ大阪の首席客演指揮者に就任。
日本ではブラスバンドや吹奏楽編成の作品が知られているが、その他にも声楽曲、室内楽曲なども多く手がけており（例えば、主な作品の一つである『プスタ〜4つのジプシー舞曲』は当初弦楽四重奏曲として作曲）、その活動は実に多彩で精力的である。吹奏楽の分野では、日本国内においてその名が知られるようになった1990年代以降、フィリップ・スパークやヨハン・デ・メイらとともに安定した人気を誇るヨーロッパの作曲家の1人である。また、下述の主要作品にあるように、特に吹奏楽とブラスバンドに同じタイトルの作品も多いが、これはどちらかの編成で作曲した後、作曲者自身の手によってもう一方の編成用に編んだためであり、同様の手法は 上述のスパークら他のヨーロッパの作曲家にも見られる。同じくベルギー出身の作曲家ベルト・アッペルモントは、レメンス音楽院でのヴァンデルローストの教え子である。

## 主要作品

### 吹奏楽作品
- セレモニアル・マーチ (Ceremonial March) 1984年
- シグネーチャー (Signature) 1985年
- リクディム〜4つのイスラエル舞曲 (Rikudim -Four Israeli Folk Dances-) 1985年
- プスタ〜4つのジプシー舞曲 (PUSZTA -Four Gipsydances-) 1987年
- 交響詩「スパルタクス」 (Spartacus -Symphonic Tone Poem-) 1988年
- フラッシング・ウィンズ (Flashing Winds) 1988年
- アマゾニア (Amazonia) 1992年
- フラッシュライト (Flashlight) 1990年
- コンテストマーチ「マーキュリー」 (Mercury) 1990年
- カンタベリー・コラール (Canterbury Chorale) 1991年
- セント・マーティン組曲 (St.Martin's Suite) 1991年
- ファイアワーク (Firework) 1991年
- 祝典序曲「オリンピカ」 (Olympica) 1992年
- スラヴィア (Slavia) 1993年
- マンハッタンの情景 (Manhattan Pictures) 1994年
- コンサートマーチ「アルセナール」 (Arsenal) 1995年
- 交響詩「モンタニャールの詩」 (Poème Montagnard) 1996年
- サヨナラ (Sayonara) 1996年
- ダイナミカ (Dynamica) 1997年
- シンガプーラ組曲 (Singapura Suite) 1998年
- ミネルヴァ (Minerva) 1999年
- シンフォニア・フンガリカ (Sinfonia Hungarica) 2001年
- ヴォルケーノ (Volcano) 2003年
- アルビオン (Albion) 2004年
- シンフォニエッタ〜水都のスケッチ (Symfonietta -SUITO Sketches-) 2004年
- タンツィ〜3つのロシア舞曲 (Tanczi-Three Russian Dances-) 2006年
- アントワープ賛歌
- いにしえの時から(From Ancient Times) 2010年
- グリムの童話の森（Grimms Failytale Forest) 2013年
- グロリオーゾ (Glorioso) 2017年

### ブラスバンド作品
- エクスカリバー(Excalibur)
- ライムライト・ファンファーレ(Limelight Fanfare)
- コンテストマーチ「マーキュリー」 (Mercury)
- コンサートマーチ「アルセナール」 (Arsenal)
- ミネルヴァ(Minerva)
- オリオン(Orion)
- ファイアワーク(Firework)
- フラッシュライト(Flashlight)
- カンタベリー・コラール(Canterbury Chorale)
- アントウェルペン賛歌(Hymnus Antverpiae)
- オマージュ（献呈）(Homage)
- スラヴィア(Slavia)
- トッカータ・フェスティヴァ(Toccata Festiva)
- ストーンヘンジ(Stonehenge)
- アルビオン(Albion)
- トリティコ・フェストーソ(Torittico Festoso)
- パルナッソス(Parnassus)
- いにしえの時から(From Ancient Times)
- アルピナ・ブラス(Alpina Brass)

### ファンファーレバンド作品
- アマゾニア (Amazonia) 1990年
- アヴァロン (Avalon) 1991年
- リヴィジョンズ (Revisions) 1992年
- 管楽器のためのアダージョ (Adagio for Winds) 2005年
- ドムス (Domus) 2007年
- オスティナーティ (Ostinati) 2011年

### 声楽作品
- 魔法の国のアニーとともに (児童合唱、器楽アンサンブル伴奏) (Met Annie in Toverland) 1990年
- カンティ・ダモーレ(バリトン独唱、室内管弦楽伴奏) (Canti d'Amore) 2000年
- 待雪草 (児童合唱) (Il Bucaneve) 2008年
- 瞑想 (混声合唱、オルガン) (Contemplations) 2011年
- オブ・ムーン・アンド・サン (混声合唱、ピアノ伴奏) (Of Moon and Sun) 2011年
- 2つの詩 (ソプラノ歌手、ハープ、チェロ) (Deux Poèmes) 2012年
- カルメン・アモーリス (混声合唱、室内管弦楽伴奏) (Carmen Amoris)
- アイ・シャル・ラブ・バット・ズイー(ソプラノ独唱、室内管弦楽またはバンド伴奏)(I Shall Love but Thee)
- 喜びの色 (ソプラノ独唱、室内管弦楽または吹奏楽伴奏) (I Colori della Gioia)

### 弦楽・管弦楽作品
- 弦楽のために(Per Archi) 1983年
- 管弦楽のための交響曲 (Sinfonia per Orchestra) 1989年
- シリウス (Sirius) 2003年

### 独奏作品
- カンツォーナ・ゴティカ (トロンボーンとピアノ) 1982年
- コンチェルト・グロッソ (ソロ・トロンボーン、コルネットとバンド伴奏) (Concerto Grosso) 1985年
- オブセッションズ (金管楽器とピアノ) (Obsessions) 1988年
- 敬意の協奏曲 (ソロ・ギターと室内管弦楽団伴奏) (Concierto de Homenaje) 1994年
- ホルンと吹奏楽のためのラプソディ (Rhapsody for Horn, Winds and Purcussion) 1995年
- canTUBAllada (無伴奏テューバ独奏) 1997年
- 二重協奏曲 (2本のクラリネットと弦楽オーケストラ伴奏) (Concieto Doppio) 1999年
- トランペット協奏曲 (弦楽オーケストラ、チェンバロ伴奏) (Concerto per Tromba) 2001年
- クラリネット協奏曲 (管弦楽団伴奏) (Clarinet Concerto) 2008年

### 室内楽作品
- プロヴァンス民謡 (金管五重奏) (Provençaalse Volkslieden) 1978年
- 化学組曲 (トロンボーン四重奏) (Chemical Suite) 1991年
- コントラスト・グロッソ (リコーダー四重奏と弦楽四重奏) (Contrasto Grosso) 1997年
- 3つのスケッチ (テンピース・ブラス) (Tre Skizze) 2008年